# Nana (muzikál)
Nana je muzikál pocházející z dílny autorské dvojice Miloš Štědroň (hudba) a Milan Uhde (texty a libreto).
Premiéry se konaly 2. a 3. dubna 2005 na Soudobé hudební scéně Městského divadla Brno.
Tento muzikál byl napsán na motivy románu Émila Zoly Nana. Příběh vypráví o prostitutce Naně, která se dostává díky úspěšným mužům ze spodiny společnosti až do nejvyšších vrstev. 

## Osoby a obsazení
- Bordenave – Milan Horský / Zdeněk Junák
- Nana – Alena Antalová / Jitka Čvančarová
- Zoé, komorná – Miroslava Kolářová / Irena Konvalinová
- Teta Leratová – Eva Gorčicová / Libuše Billová
- Triconka, dohazovačka – Květoslava Ondráková / Věra Pochylá
- Sametka, pouliční holka – Radka Coufalová-Vidláková / Helena Dvořáková / Johana Gazdíková
- Hrabě Muffat de Beauville – Ladislav Kolář / Igor Ondříček
- Téophil Vénot – Jan Apolenář / Petr Gazdík
- Steiner, bankéř – Zdeněk Bureš / Karel Janský
- Paul Daguenet, zvaný Mimi – Ján Jackuliak / Petr Štěpán
- George Hugon – Alan Novotný / Jakub Uličník
- Philippe Hugon – Rastislav Gajdoš / Stano Slovák
- Paní Hugonová – Zdena Herfortová / Eva Jelínková
- Faucherry, novinář – Jan Mazák / Karel Mišurec / Erik Pardus
- Lékař – Josef Jurásek / Miloš Kročil